# ساتن-آن-ترنت
ساتن-آن-د-ترنت (به انگلیسی: Sutton-on-Trent) یک روستا و محله مدنی در بریتانیا است که در نیوارک و شروود واقع شده‌است. ساتن-آن-د-ترنت  ۱٬۳۳۱ نفر جمعیت دارد.